# Esterzili
Esterzili (sardisk: Istersìli, Stersìli) er en by og en kommune (comune) i provinsen Sud Sardegna i regionen Sardinien i Italien. Byen ligger i 731 meters højde og har 643 indbyggere (2016). Kommunen har et areal på 100,74 km² og grænser til kommunerne Escalaplano, Nurri, Orroli, Sadali, Seui og Ulassai.